# Luigi Burgo
Pietro Benedetto Luigi Burgo (San Saturnino, 31 marzo 1876 – Torino, 8 marzo 1964) è stato un ingegnere elettrotecnico e industriale italiano.

## Biografia
Studiò presso l'istituto tecnico di Chiavari e terminato questo ciclo di studi, come desiderio del padre, si trasferì a Genova dove iniziò gli studi per diventare ingegnere edile. A Genova conobbe la Compagnia Thury che produceva macchinari e attrezzature per la trasmissione della forza idroelettrica ed elettrica e lasciò il campo dell'edilizia per dedicarsi alla nuova scienza elettrica.
Lavorò e studiò per circa un triennio per la Compagnia Thury, fu inviato a lavorare nelle città di Ginevra e Zurigo.
Successivamente si trasferì a Londra e acquisì, presso l'università di Londra, il titolo di ingegnere elettrotecnico con il voto di 96/100. Abilitato all'esercizio della professione di ingegnere elettrotecnico ritornò a Genova dove fondò, insieme ad amici quali Giuseppe Alimonda e A. Vigliano, la "Società per imprese elettriche Alimonda-Burgo & C". Nel 1902 a Verzuolo costruì una centrale elettrica.
Il 21 giugno 1905 creò la “Cartiera di Verzuolo Ing.L. Burgo & C.” e fornì i quotidiani La Stampa e la Gazzetta del popolo di Torino. Nel 1921 venne insignito della Croce di cavaliere del lavoro, onorificenza concessa dall'esecutivo. Nello stesso anno aprì a Pöls (Austria) uno stabilimento per la produzione di cellulosa chiamato "Pölser Zellulose und Papierfabrik". Il 27 settembre 1922 inaugurò la centrale idroelettrica di Calcinere in provincia di Cuneo, creando la società “Idroelettrica Monviso”.
La crisi economica mondiale del 1929 colpì anche le imprese Burgo, specialmente quella dedica alla produzione di carta. I prezzi della carta da giornale si abbassarono e l'azienda Burgo visse un momento di forte crisi che le impedì di consegnare agli azionisti la parte di profitto dovuta. Il 9 agosto 1939 sotto proposta del prefetto di Cuneo e dell'istituto per la ricostruzione industriale viene nominato senatore. Durante la seconda guerra mondiale, il senatore Burgo si estraniò dalla vita politica, ma durante la Repubblica sociale italiana venne arrestato con l'accusa di aver complottato contro il regime fascista insieme ad Ugo Cavallero prima ancora del 25 luglio 1943.
Condotto al carcere degli Scalzi a Verona, venne processato e successivamente assolto: secondo Gianni Rocca, Burgo aveva dei "santi protettori" che gli permisero di uscire indenne dal processo; inoltre, aggiunge il giornalista, anche i tedeschi volevano salvargli la vita in quanto bisognosi della collaborazione degli industriali. Terminata la guerra Burgo venne esaminato dalla commissione di epurazione per stabilire che tipo di legami avesse avuto con il regime fascista, indagini effettuate anche ad altri industriali noti come Giovanni Agnelli.
Il 30 giugno 1946 l'alta Corte di giustizia annullò tutte le accuse e Burgo mantenne il titolo di senatore e tutti i suoi beni. Nell'ultimo periodo della sua vita creò il primo acquedotto e il piazzale della chiesa di Moneglia. Morì a Torino l'8 marzo 1964, lasciando alla parrocchia di San Saturnino: una struttura per le scuole elementari e per la scuola dell'infanzia, un grande salone riservato a opere e oggetti preziosi in suo ricordo e la casa paterna per i pellegrini. Dalla popolazione di Moneglia è ricordato come un benefattore e in suo ricordo è stata eretta una lapide tra la sua casa paterna e la chiesa.

## Onorificenze
- Cavaliere dell'Ordine della Corona d'Italia 28 gennaio 1909
- Commendatore dell'Ordine della Corona d'Italia 26 settembre 1918
- Grande ufficiale dell'Ordine della Corona d'Italia 20 luglio 1922
- Gran cordone dell'Ordine della Corona d'Italia 2 dicembre 1937
- Commendatore dell'Ordine dei SS. Maurizio e Lazzaro 9 giugno 1930